# Sebt Saiss
Sebt Saiss (franska: Sebt Saiss (CR), Sebt Saiss (Commune Rurale), arabiska: أولاد فرج) är en kommun i Marocko.   Den ligger i provinsen El Jadida och regionen Casablanca-Settat, i den norra delen av landet, 220 km sydväst om huvudstaden Rabat. Antalet invånare är 11 212.